# Chevrolet Celta
Chevrolet Celta, также известный как Suzuki Fun — субкомпактный автомобиль, выпускавшийся с 2000 по 2015 год подразделением Chevrolet компании General Motors для латиноамериканского рынка. Версия с кузовом седан называлась Chevrolet Prisma. В Граватаях было выпущено 600000 Celta, производственная мощность составляла более 100000 единиц в год.

## История

### 2000—2006
Сборка Chevrolet Celta началась в 2000 году в Бразилии в кузове трёхдверный хетчбэк на базе Opel Corsa B. Конструктивные особенности аналогичны Opel Vectra B. Автомобиль оснащался 1,0-литровым бензиновым двигателем мощностью 44 кВт (60 л. с.). В 2002 году в производство был запущен пятидверный хетчбэк, а мощность двигателя была увеличена до 51 кВт (70 л. с.) при 6400 об/мин (такой же двигатель применялся в Opel Corsa C). В 2003 году в моторную гамму был добавлен 1,4-литровый бензиновый двигатель мощностью 63 кВт (85 л. с.).

В 2005 году 1,0-литровый двигатель стал работать на гибком топливе. Версии с бензиновыми двигателями продолжали продаваться на различных рынках, в том числе за пределами Бразилии.

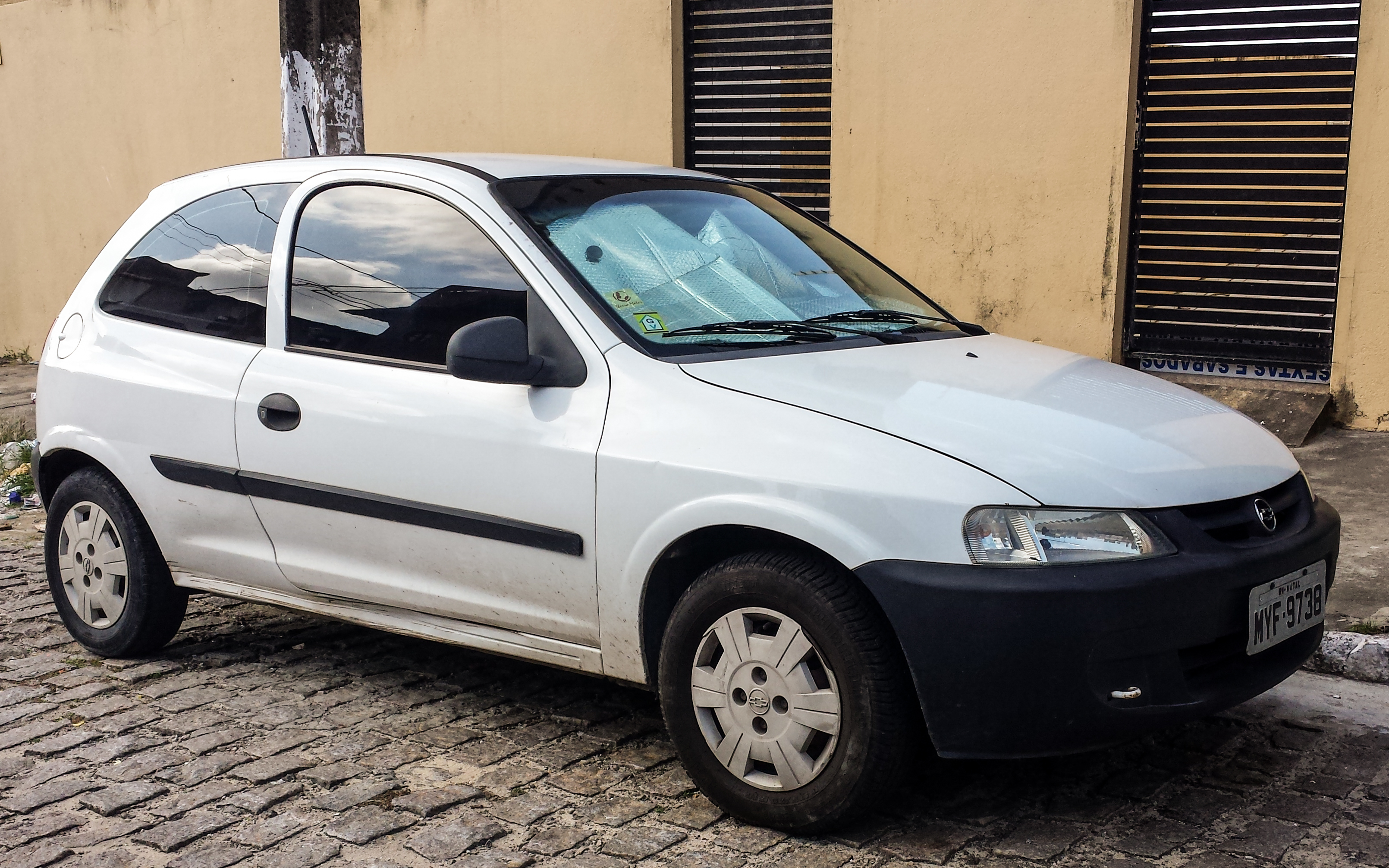
Вид спереди
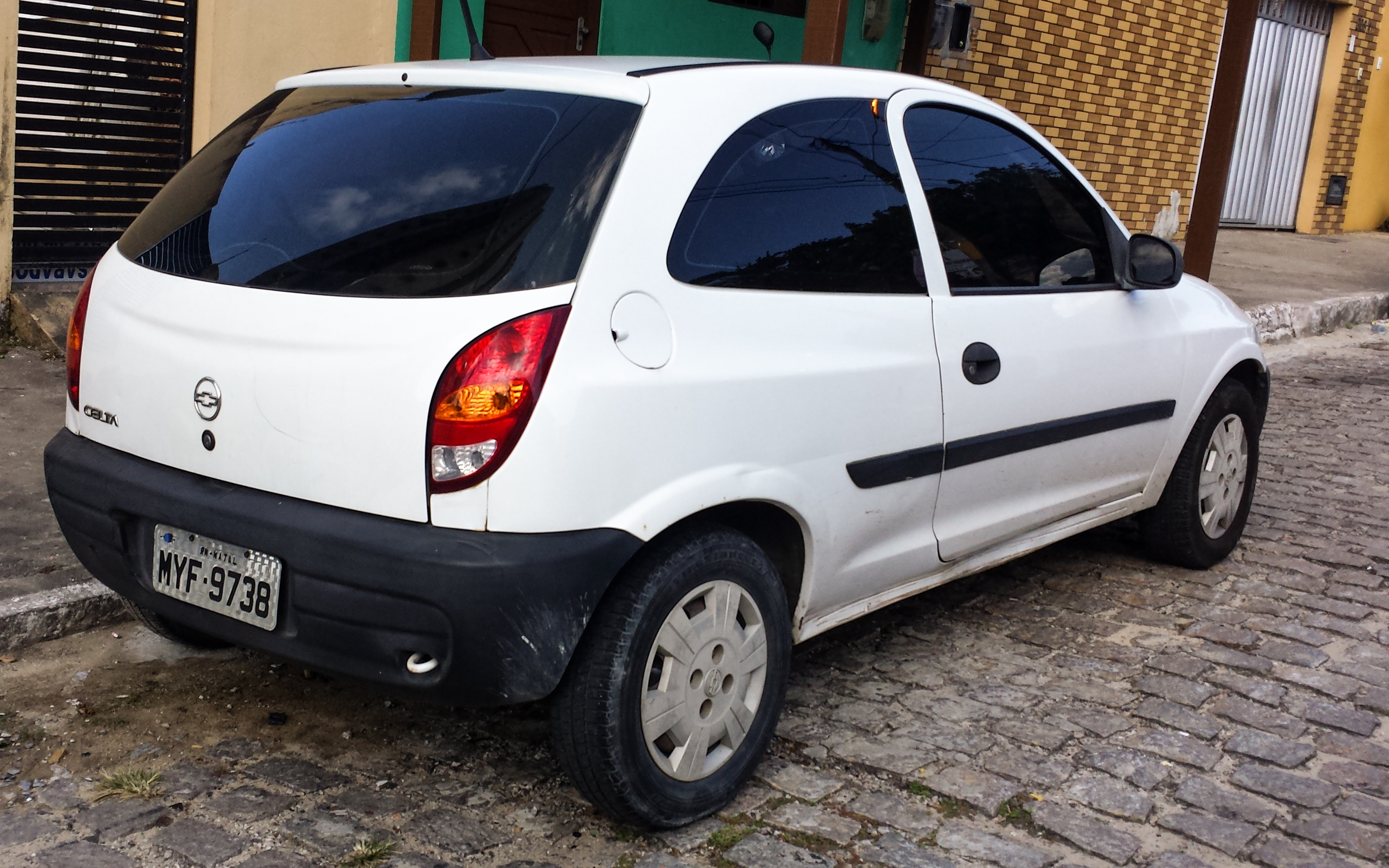
Вид сзади
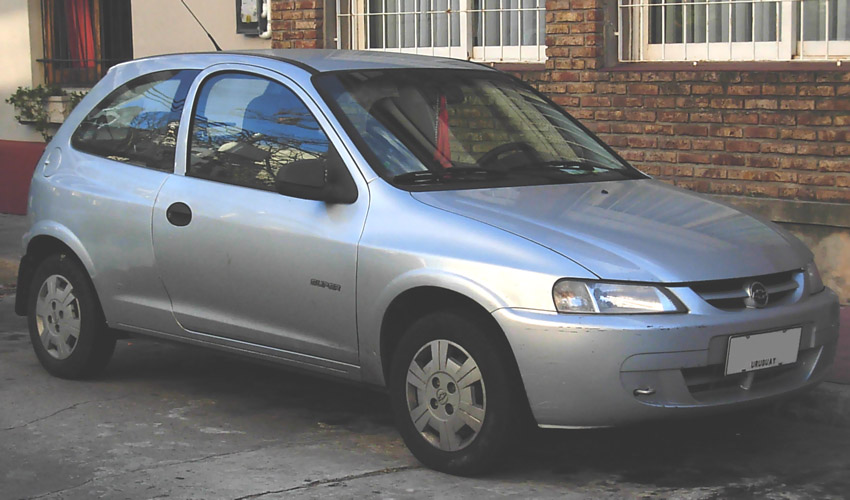
Chevrolet Celta Super

### 2006—2011
В 2006 году Chevrolet Celta претерпел первый рестайлинг, который придал автомобилю более современный вид и повысил качество сборки. Изменения коснулись передней части.

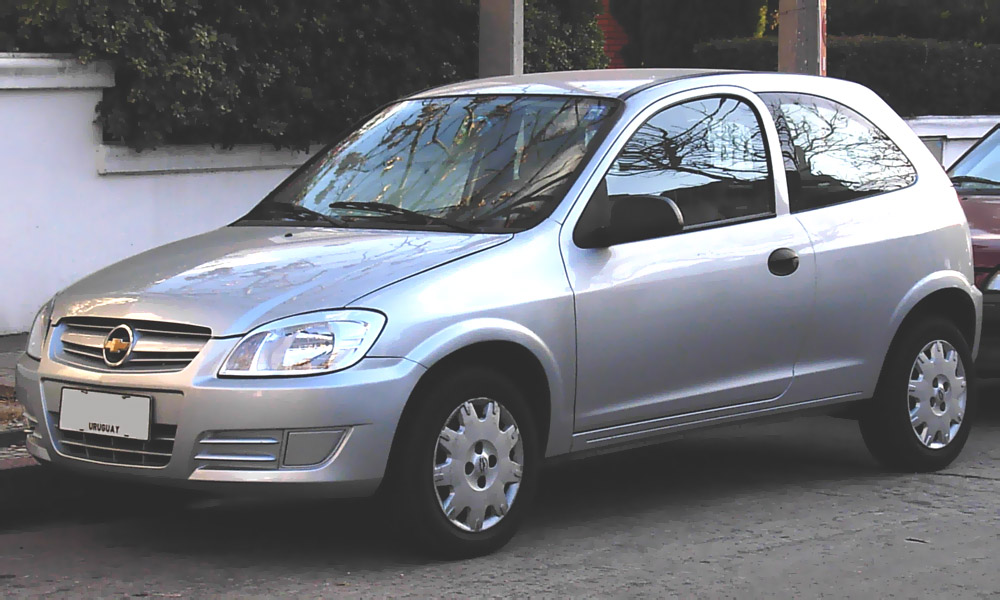
Вид спереди
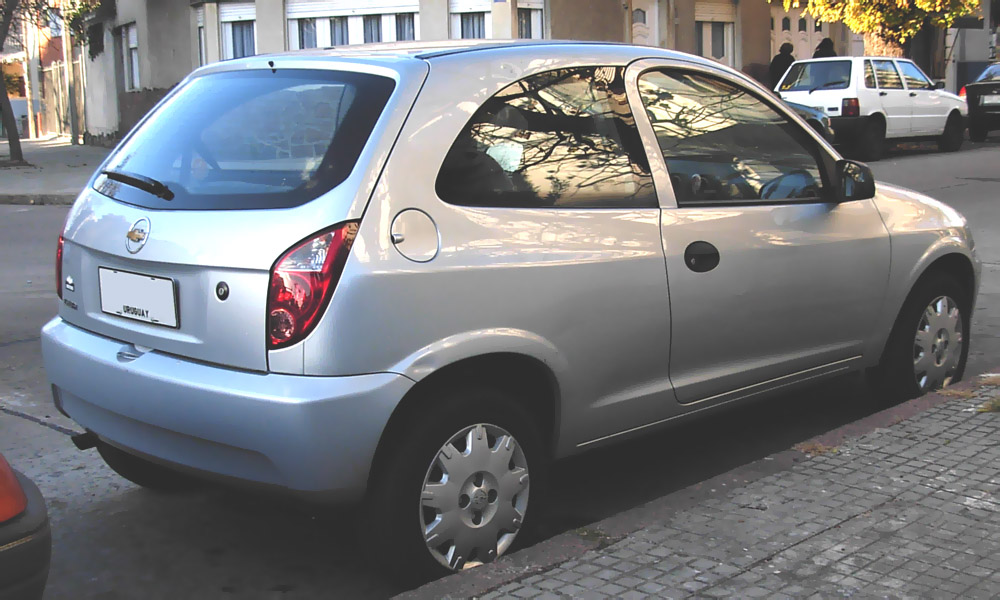
Вид сзади
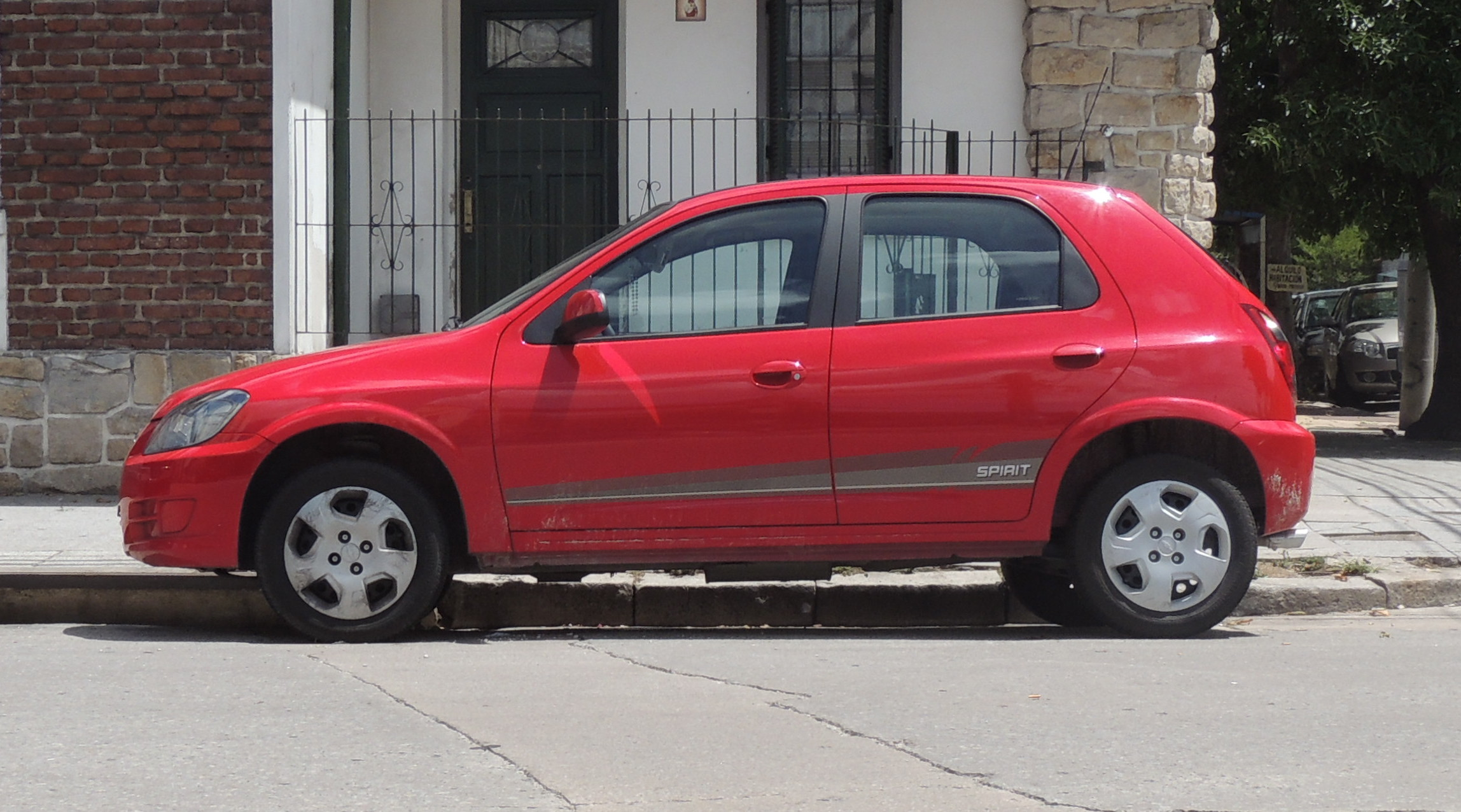
Вид сбоку
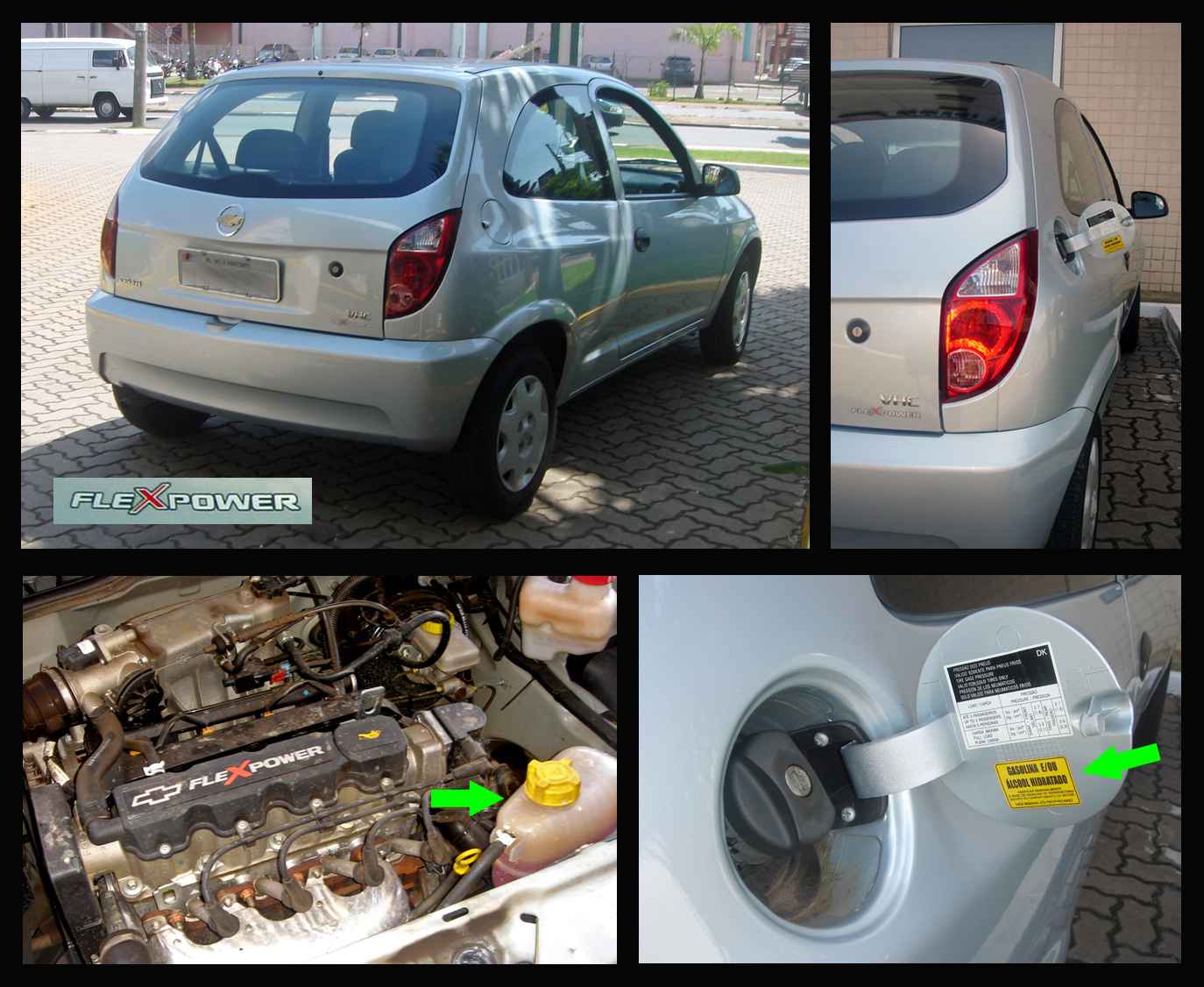
Детали Flex-Fuel

### 2011—2015
В 2011 году Chevrolet Celta прошёл второй рестайлинг.

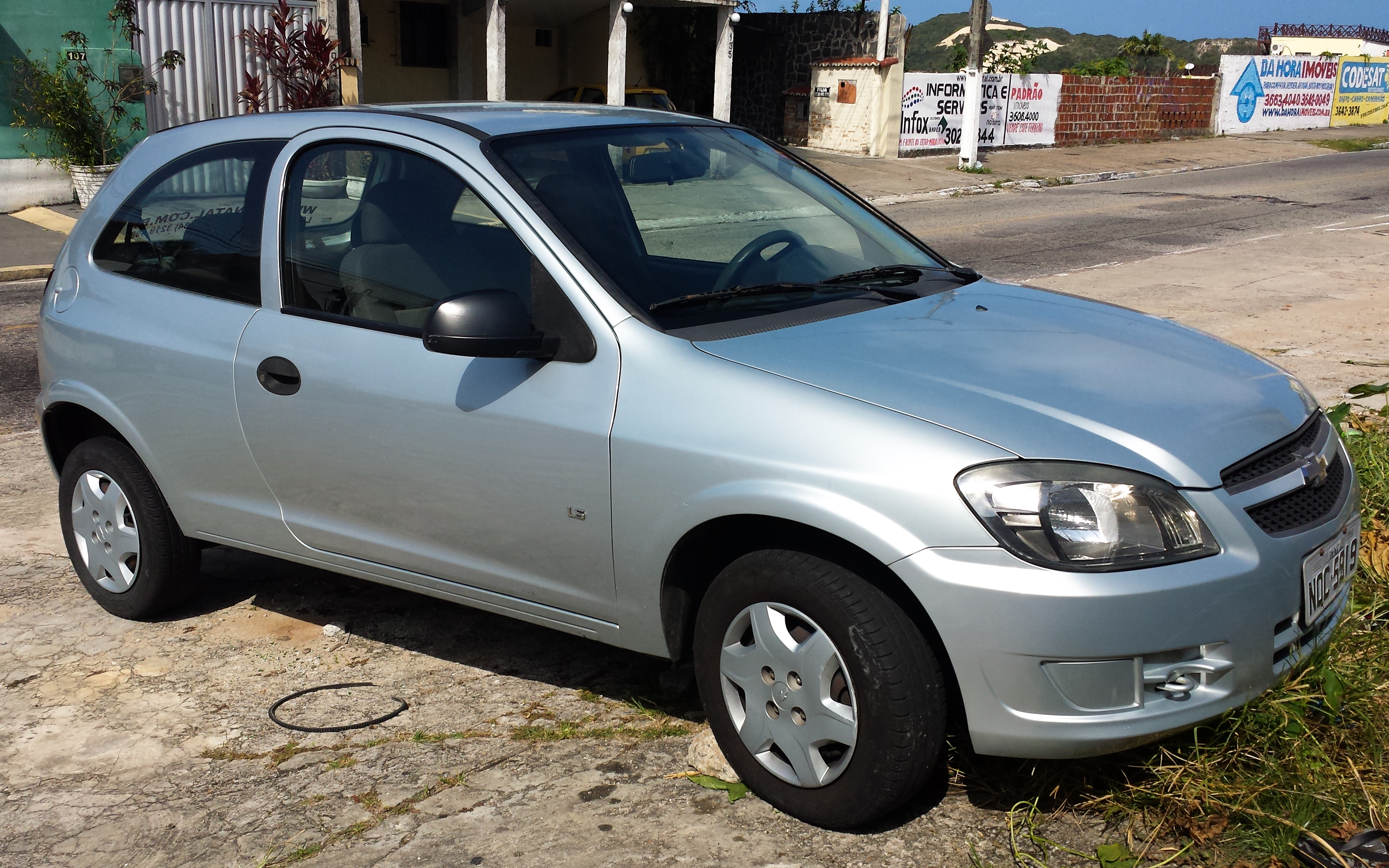
Вид спереди
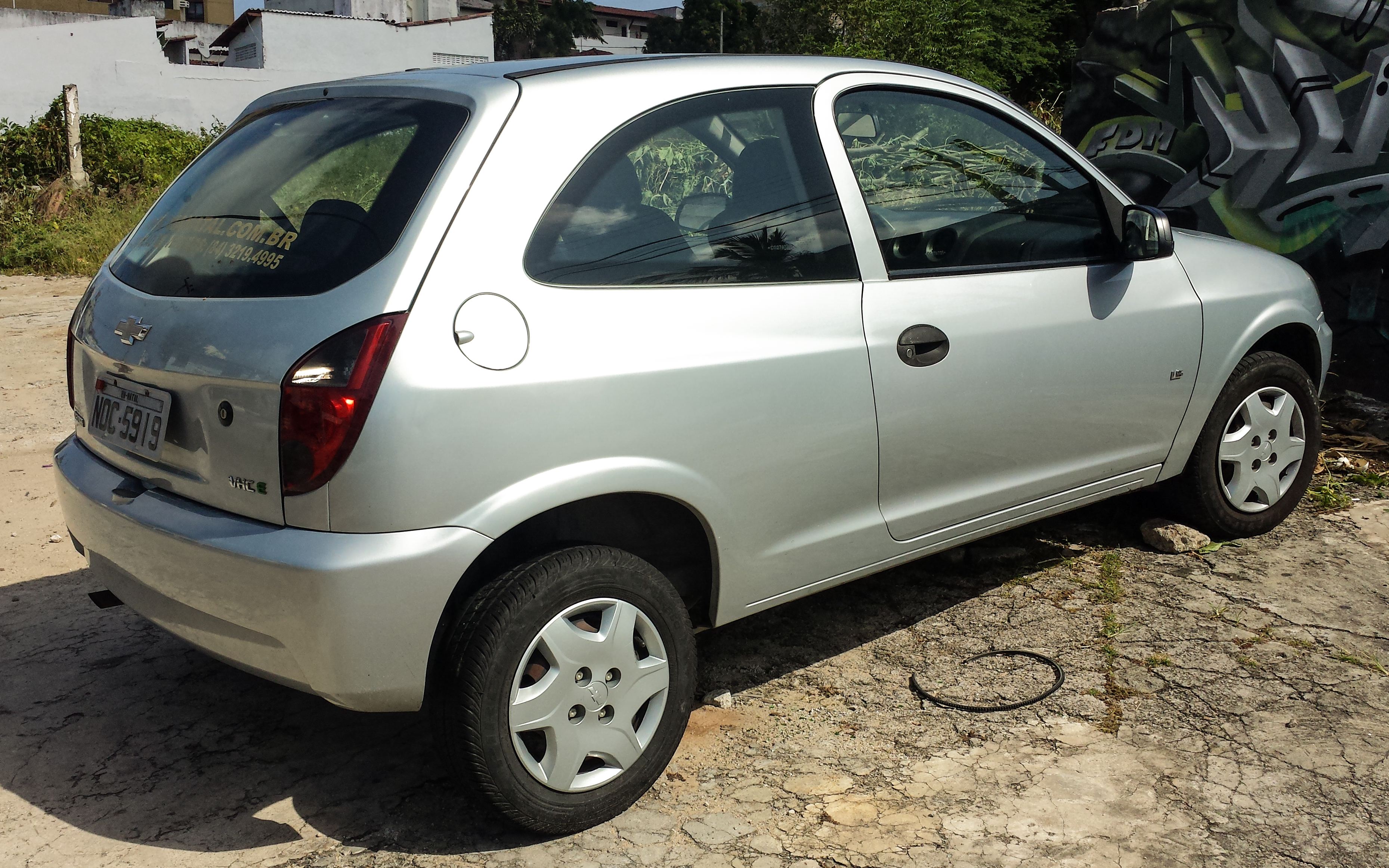
Вид сзади

## Chevrolet Prisma
Chevrolet Prisma является версией Celta с кузовом седан, выпуск которой начался в 2007 году. Изначально автомобиль оснащался 1,4-литровым двигателем Econo на этаноле. При работе на этаноле мощность двигателя составляет 97 л. с., а при работе на бензине — 95 л. с.

К началу 2009 года Prisma стал оснащаться также 1,0-литровым двигателем VHC-E. При работе на бензине мощность двигателя составляет 57 кВт (77 л. с.), а при работе на этаноле — 58 кВт (78 л. с.). К началу 2012 года в Граватаях было выпущено 1,5 миллиона Prisma.

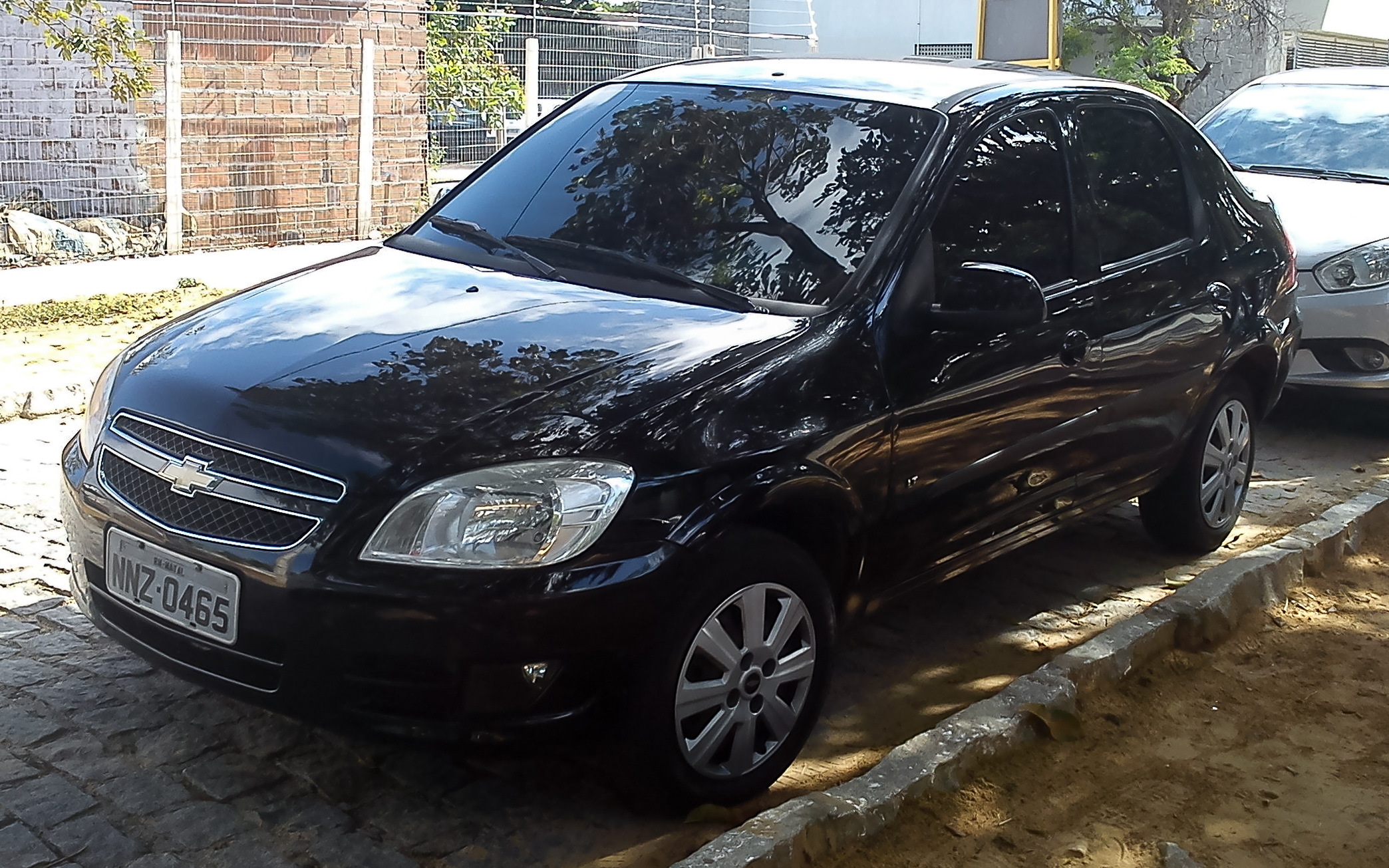
Вид спереди
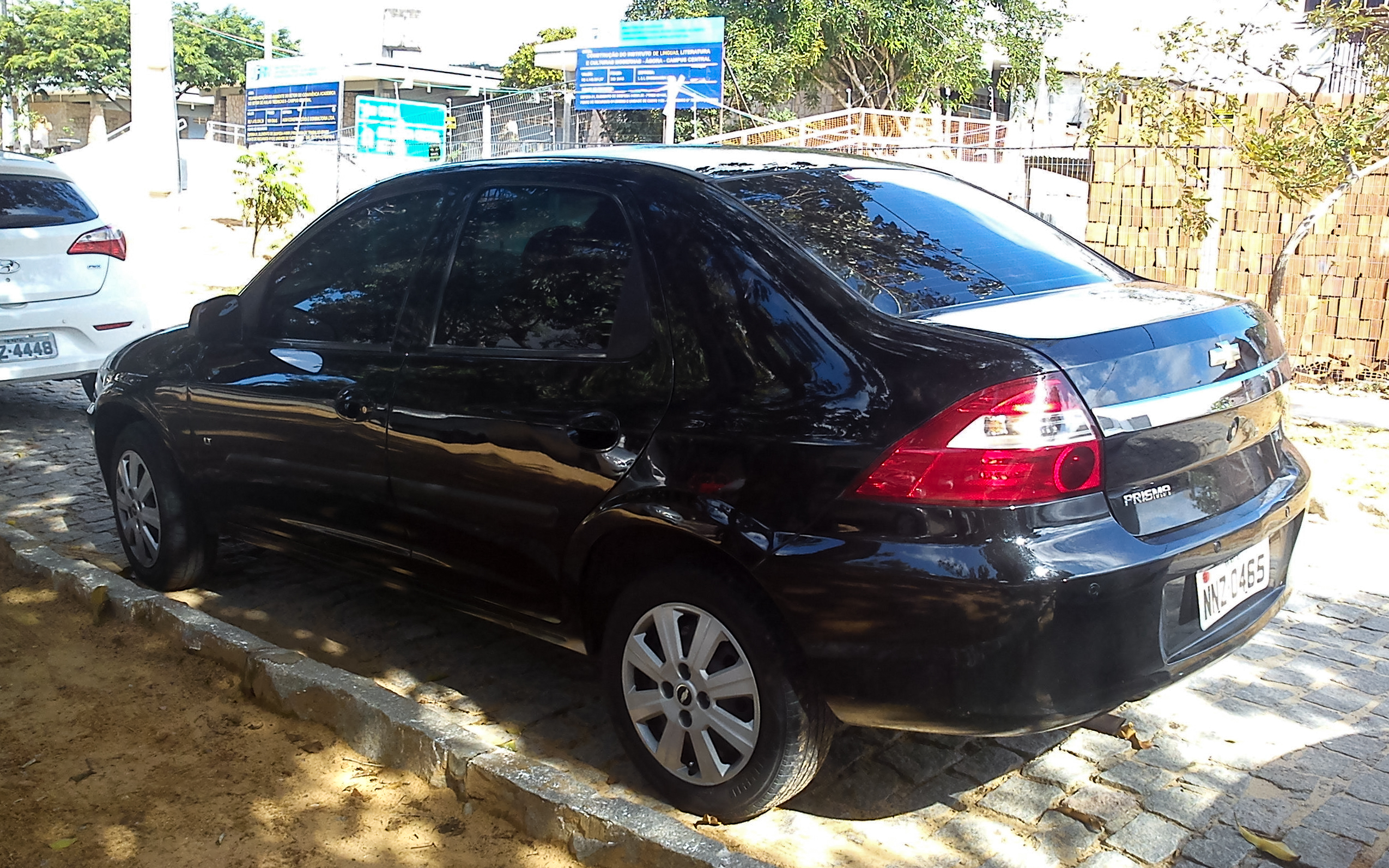
Вид сзади

### Продажи
| Год  | Бразилия |
| ---- | -------- |
| 2006 | 9,108    |
| 2007 | 54,603   |
| 2008 | 50,699   |
| 2009 | 62,462   |
| 2010 | 63,075   |
| 2011 | 51,054   |
| 2012 | 34,938   |

## Suzuki Fun
Suzuki Fun является ребеджинговым вариантом Chevrolet Celta, который продавался в Аргентине с 2004 по 2011 год. Автомобиль выпускался в комплектациях LS и LT с кузовами трёх- и пятидверный хетчбэк. В июле 2011 года компания Suzuki прекратила свою деятельность в Аргентине.

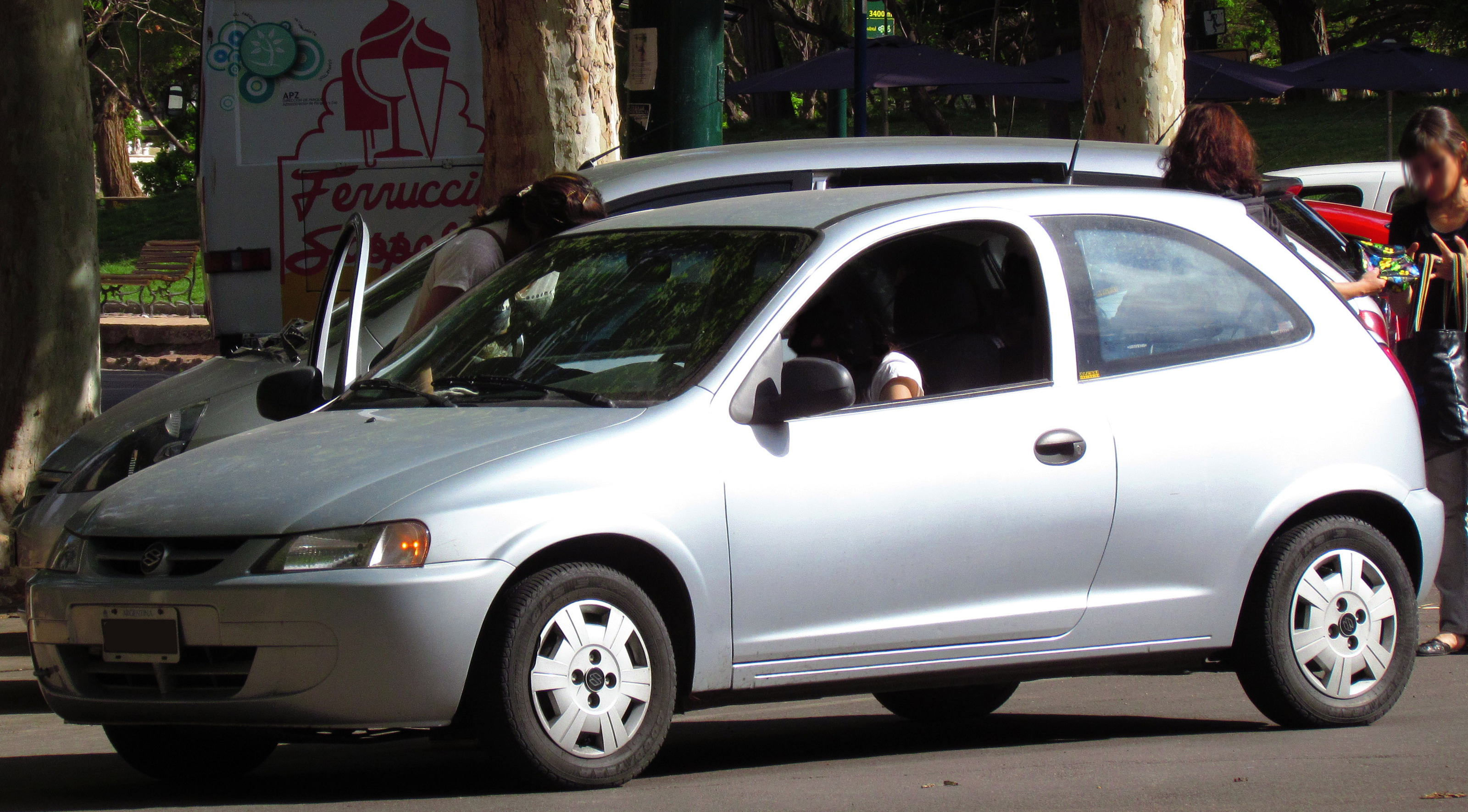
2006 Suzuki Fun (Аргентина)
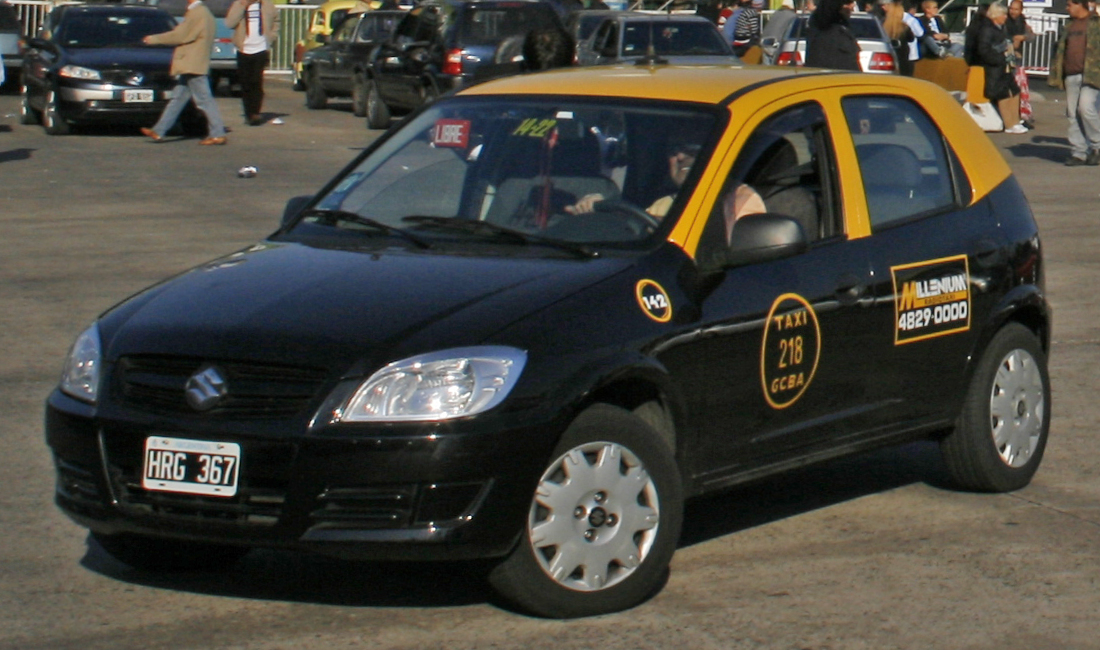
Suzuki Fun (рестайлинг, Аргентина)

## Продажи
| Год  | Бразилия |
| ---- | -------- |
| 2001 | 90,159   |
| 2002 | 105,440  |
| 2003 | 115,142  |
| 2004 | 122,691  |
| 2005 | 119,898  |
| 2006 | 126,198  |
| 2007 | 126,237  |
| 2008 | 130,425  |
| 2009 | 139,420  |
| 2010 | 155,093  |
| 2011 | 149,049  |
| 2012 | 137,624  |
| 2013 | 74,655   |
| 2014 | 42,654   |
| 2015 | 17,792   |
| 2016 | 8        |
| 2017 | 7        |